# الیسا یوریو
الیسا یوریو (ایتالیایی: Elisa Iorio؛ زادهٔ ۲۱ مارس ۲۰۰۳) ژیمناست هنری زن اهل ایتالیا است.